# 菊地秀行
菊地 秀行（きくち ひでゆき、1949年〈昭和24年〉9月25日 -）は、日本の小説家。千葉県銚子市生まれ。弟はジャズミュージシャンの菊地成孔。

## 経歴
幼少期に怪奇映画とハワード・フィリップス・ラヴクラフトの幻想小説に親しむ。ラヴクラフトの作品に登場する「クトゥルー神話」を題材にした作品が多いのはこのため。
銚子市立銚子高等学校を経て、青山学院大学法学部卒業。青山学院時代には推理小説研究会の会長を務め、顧問の山村正夫に師事。同期には作家の竹河聖がいる。また、早稲田大学の学生たちが創設した「幻想文学会」にも参加。水田冬樹彦や三枝藤夫という名義でロビン・ヤング『オリンピック村の誘惑』（広済堂出版、1979年）など合計4冊のポルノ小説を翻訳したこともある。
フリーライターを経て、1982年、『魔界都市〈新宿〉』（朝日ソノラマ）でデビュー。 1985年『魔界行』(祥伝社)を発表、ベストセラーとなり夢枕獏とともに伝奇小説の旗手となった。他に『魔界都市』や『吸血鬼ハンターD』など多数のシリーズを持ち、現在に至るまで（文庫化も含めると）ほぼ毎月数冊のペースで作品の執筆・刊行を行っている。
古今東西のホラー映画に造詣が深く、小説のほかにホラー映画解説の著書も複数ある。80年代のホラー映画ブーム時には朝日ソノラマの『宇宙船』誌において、「X君」のペンネームで当時は輸入ビデオでしか見られなかった多数のB級ホラー、スプラッター映画の紹介をし、ブームに貢献した。エイリアン怪猫伝のあとがきでもホラー映画の演出について語っている。また、怪談漫画も愛好しており、貸本怪談漫画のアンソロジーを刊行している。邦画はなぜダメなのかと問われたが「プロデューサーが低脳で脚本家が白痴だから」と即答し関係者を激怒させた。
日本推理作家協会、日本SF作家クラブ、各会員。

## 作品
多くの菊地作品で取り入れられているのはエロスとバイオレンスである。ジュブナイルでもその作風は変えておらず(アダルト向け作品と比べればそれほどではないが)、初期から注目を集めていた。
趣味人の多い作家業界の中でも群を抜く武器・銃器マニアとして知られ、ことにそのガンマニアぶりは有名。代表作・エイリアンシリーズでは、主人公の八頭大に、当時知る人ぞ知る存在だったCz75やG11といったマイナーな銃を愛用させ、一般人では知らないような弾頭を登場させるなど、作品内でもその傾向は強い。
少林寺拳法の経験者（師は伊藤昇）のため、作中の主人公が少林寺拳法を使用するシーンも多い。妻は同じ憲法道場の拳法仲間だった。

## 作品リスト

### 魔界都市〈新宿〉
“念法”の使い手、十六夜京也を主人公に、魔界都市と化した〈新宿〉での活躍を描く。
ドクター・メフィストなど他の〈新宿〉物と共通の人物も登場するが、世界連邦が成立していたり、〈新宿〉の成立原因となった“魔震（デビル･クエイク）”の発生時期の表記が異なっており、同一世界とは言い難い。また、主人公の十六夜京也が〈新宿〉の住人ではないことも、大きな差異点となっている。

### 魔界都市ノワール
秋せつらのいとこ、秋ふゆはるを主人公としたシリーズ
- 『媚獄王（ノン・ノベル）』祥伝社、2001年5月。ISBN 978-4396207151。
- 『魔香録（ノン・ノベル）』祥伝社、2002年2月。ISBN 978-4396207311。
- 『兇月面（ノン・ノベル）』祥伝社、2011年2月。ISBN 978-4396208851。

### 凍らせ屋
（）内は文庫版。
- 『〈魔界刑事〉凍らせ屋（カッパ・ノベルス）』 1巻、光文社、1991年12月。ISBN 978-4334029623。
（『（光文社文庫）』光文社、1995年3月。ISBN 978-4334720155。）

- 『〈魔界刑事〉凍らせ屋（カッパ・ノベルス）』 2巻、光文社、1992年5月。ISBN 978-4334029838。
（『（光文社文庫）』光文社、1995年5月。ISBN 978-4334720513。）

- 『夜凶街（幻冬舎ノベルス）』光文社、1999年7月。ISBN 978-4877289416。
- 『屍凶街（幻冬舎ノベルス）』光文社、2000年9月。ISBN 978-4877289478。
- 『魔界都市〈Ｊ〉 （ジョイ・ノベルス）』実業之日本社、2010年7月。ISBN 978-4408505220。
（『（実業之日本社文庫）』2013年2月。ISBN 978-4408551104。）

### 魔界創生記
〈新宿〉の太平スタジオの阿羅太平・待茶也子の兄妹とドマのトリオを主人公とした、〈区外〉を舞台とするシリーズ。
- 『魔界創生記（フタバノベルス）』双葉社、1992年3月。ISBN 978-4575003871。
（『魔界創生記（双葉文庫）』双葉社、1995年10月。ISBN 978-4575505412。）
- 『闇陀羅鬼（フタバノベルス）』双葉社、1993年11月。ISBN 978-4575004557。
（『闇陀羅鬼（双葉文庫）』双葉社、1997年10月。ISBN 978-4575506273。）
- 『暗黒帝鬼譚（フタバノベルス）』双葉社、1996年1月。ISBN 978-4575005349。
（『暗黒帝鬼譚（双葉文庫）』双葉社、1999年1月。ISBN 978-4575506709。

### 魔界都市ゴデス
「魔界都市ブルース 紅の女王」で登場したミスティが主人公のシリーズ。
- 『女王ミスティ』創土社、2020年3月。ISBN 978-4798830520。
- 『女王の日と雨鬼の国』創土社、2021年9月。ISBN 978-4798840055。

### その他の〈新宿〉もの
- 『闇に淫笑（わら）え - 魔界都市報告書（カッパ・ノベルス）』 1巻、光文社、1992年11月。ISBN 978-4334070151。
（『闇に淫笑（わら）え - 魔界都市報告書（光文社文庫）』 1巻、光文社、1995年11月。ISBN 978-4334721381。）
- 『シルヴィバン - 生存者（ジョイ・ノベルス）』 1巻、実業之日本社、2002年11月。ISBN 978-4408504032。
（『シルヴィバン - 生存者　魔界都市鬼録（光文社文庫）』 1巻、光文社、2006年1月。ISBN 978-4334740047。）
- 『プチ・ポリソン - 魔界都市悪童伝（フタバノベルス）』 1巻、双葉社、2007年7月。ISBN 978-4575007657。
- 『ラビリンス・ドール - 魔界都市迷宮録（ノン・ノベル）』 1巻、祥伝社、2007年8月。ISBN 978-4396208370。
- 『夜香抄 - 魔界都市プロムナール（ノン・ノベル）』 1巻、祥伝社、2008年8月。ISBN 978-4396208547。
- 『邪界戦線 - 魔界都市アラベスク（ノン・ノベル）』 1巻、祥伝社、2009年2月。ISBN 978-4396208608。
- 『いつわりシャドー（フタバノベルス)』 1巻、双葉社、2009年11月。ISBN 978-4575007770。
- 『幻工師ギリス - 魔界都市ヴィジトゥール（ノン・ノベル）』 1巻、祥伝社、2011年9月。ISBN 978-4396208936。

### 魔豹人
魔界都市ブルースなどに登場する水月豹馬が主人公のシリーズ。
- 魔豹人（カッパ・ノベルス）1989年5月 ISBN 978-4334028169、光文社（1992年10月、光文社文庫、ISBN 978-4334715946）
- 聖美獣（カッパ・ノベルス）1995年4月 ISBN 978-4334071332、光文社（2000年１月、光文社文庫、ISBN 978-4334729462）

### トレジャー・ハンター八頭大
世界屈指のトレジャー・ハンターにして大富豪、超人的な技量と富と権力を持ち、世界各国の首脳とタメ口をきくことさえできる無敵の高校生八頭大（やがしら だい）と、そのセクシーな同級生パートナーの太宰ゆき（だざい-）が、エイリアンが絡む人外の奇怪な「宝」を巡って破天荒な冒険を行う伝奇アクションシリーズ（いわゆる中二病的な設定作品のはしりでもある）。
ソノラマ文庫
表紙、挿絵は天野喜孝。「エイリアン黒死帝国」上下は柴田昌弘。
- エイリアン秘宝街（ISBN 978-4257762362）
- エイリアン魔獣境1（ISBN 978-4257762614）
- エイリアン魔獣境2（ISBN 978-4257762638）
- エイリアン黙示録（ISBN 978-4257762713）
- エイリアン怪猫伝（ISBN 978-4257762829）
- エイリアン魔界航路（ISBN 978-4257762928）
- エイリアン妖山記（ISBN 978-4257763000）
- エイリアン邪海伝（ISBN 978-4257763406）
- エイリアン京洛異妖編（ISBN 978-4257763857）
- エイリアン魔神国 上（ISBN 978-4257764755）
- エイリアン魔神国 中（ISBN 978-4257764793）
- エイリアン魔神国 下（ISBN 978-4257764885）
- エイリアン魔神国 完結編1（ISBN 978-4257765004）
- エイリアン魔神国 完結編2（ISBN 978-4257766117）
- エイリアン魔神国 完結編3（ISBN 978-4257766735）
- エイリアン蒼血魔城（ISBN 978-4257768951）
- エイリアン黒死帝国 上（ISBN 978-4257769651）
- エイリアン黒死帝国 下（ISBN 978-4257769798）

ソノラマノベルス
表紙、イラストは米村孝一郎。
- トレジャー・ハンター八頭大 ファイル1 （文庫版『秘宝街』『黙示録』を再録し、書き下ろしの短編「鏡影の村」を併録。ISBN 978-4022738134）
- トレジャー・ハンター八頭大 ファイル2 （文庫版『魔獣境1』『魔獣境2』を再録し、書き下ろしの短編「手招く依頼人」を併録。ISBN 978-4022738141）
- トレジャー・ハンター八頭大 ファイル3 （文庫版『怪猫伝』『魔界航路』を再録し、書き下ろしの短編「食いしん坊」を併録。ISBN 978-4022738165）
- トレジャー・ハンター八頭大 ファイル4 （文庫版『妖山記』『邪海伝』を再録し、書き下ろしの短編「エイリアン憑依戦線」を併録。ISBN 978-4022738295）
- トレジャー・ハンター八頭大 ファイル5 （文庫版『京洛異妖編』『蒼血魔城』を再録し、書き下ろしの短編「NY・ハッピー遁走曲」を併録。ISBN 978-4022738363）
- トレジャー・ハンター八頭大 ファイル6 （文庫版『黒死帝国 上』『黒死帝国 下』を再録し、書き下ろしの短編「NY・ハッピー遁走曲」（完結編）を併録。ISBN 978-4022738424）
- トレジャー・ハンター八頭大 ファイル7 （文庫版『魔神国 上』『魔神国 中』『魔神国 下』を再録。ISBN 978-4022738486）
- トレジャー・ハンター八頭大 ファイル8 （文庫版『魔神国 完結編1』『魔神国 完結編2』『魔神国 完結編3』を再録。ISBN 978-4022738493）
- トレジャー・ハンター八頭大 別巻 エイリアン旋風譚（ファイル1から6までに収録された短編を再録し、書下ろし短編「ゴーストタウンの血闘」を加えた短編集。ISBN 978-4022738516）

朝日ノベルズ
表紙、イラストは中村龍徳。
- エイリアン虚空城 （ISBN 978-4022739575）
- エイリアン幻想卿（ISBN 978-4022739926）
- エイリアン兇像譚（ISBN 978-4022760166）
- エイリアン孤島鬼談（ISBN 978-4022760210）

朝日文庫　ソノラマセレクション
表紙、イラストは中村龍徳。
- エイリアン超古代の牙（ISBN 978-4022648747）

クトゥルー・ミュトス・ファイルズ
表紙、イラストは中村龍徳。
- エイリアン邪神宝宮（ISBN 978-4798830513）
- エイリアン邪神戦線（ISBN 978-4798830544）

ハローチャレンジャーブック （朝日ソノラマ）
表紙、挿絵は横山宏。
- エイリアン地底魔城 （1984年9月発売のゲームブック。ミント・クルセダーズ著）

ソノラマ文庫カセット版（朝日ソノラマ）
配役
- 八頭大 - 田中秀幸
- 太宰ゆき - 鶴ひろみ

脚本・脚色
- 会川昇

- エイリアン秘宝街 ISBN 4-257-20001-4
出演
屋良有作、佐藤正治、小林通孝、中島千里、佐藤浩之、掛川裕彦
- エイリアン怪猫伝 ISBN 4-257-20025-1
出演
堀川亮、玉川紗己子、鈴木れい子、龍田直樹、向殿あさみ、山寺宏一、横田ひろみ

コミックス版
- 　Alien秘宝伝（ヤングサンデーコミックス ISBN 978-4091523419、朝日コミック文庫、ISBN 978-4022690623）
第一作「エイリアン秘宝街」の漫画版。脚色･作画は萩原玲二。

2005年に携帯電話向けの配信サービス『モバイルドラマ』にて「エイリアン秘宝街」（全3話）がゲーム化された。現在は配信終了。

### 妖魔シリーズ
〈念法〉の達人である工藤明彦と人外の妖物達との死闘を描く。
- 『妖魔戦線（カッパ・ノベルス）』 1巻、光文社、1985年5月。ISBN 978-4334026011。
（『妖魔戦線（光文社文庫）』 1巻、光文社、1988年5月。ISBN 978-4334707323。）
（『妖魔戦線（光文社文庫）』 1巻、光文社、2015年1月。ISBN 978-4334768591。）
『妖魔陣（光文社文庫）』 1巻、光文社、1985年9月。ISBN 978-4334702137。
- 『妖魔軍団（カッパ・ノベルス）』 1巻、光文社、1985年10月。ISBN 978-4334026226。
（『妖魔軍団（光文社文庫）』 1巻、光文社、1989年1月。ISBN 978-4334708719。）
（『妖魔軍団（光文社文庫）』 1巻、光文社、2015年3月。ISBN 978-4334768850。）
- 『妖魔淫獣（カッパ・ノベルス）』 1巻、光文社、1986年2月。ISBN 978-4334026387。
（『妖魔淫獣（光文社文庫）』 1巻、光文社、1989年5月。ISBN 978-4334709334。）
（『妖魔淫獣（光文社文庫）』 1巻、光文社、2015年5月。ISBN 978-4334769116。）
- 『妖魔異伝 〈淫虐編〉（カッパ・ノベルス）』 1巻、光文社、1986年7月。ISBN 978-4334026592。
（『妖魔異伝（光文社文庫）』 1巻、光文社、1990年1月。ISBN 978-4334710729。）
- 『妖魔街（カッパ・ノベルス）』 1巻、光文社、1987年12月。ISBN 978-4334027360。
（『妖魔街（光文社文庫）』 1巻、光文社、1991年1月。ISBN 978-4334712655。）
- 『幻山秘宝剣（カッパ・ノベルス）』 1巻、光文社、1988年7月。ISBN 978-4334027711。（世界設定を共有する時代劇）
（『幻山秘宝剣（光文社文庫）』 1巻、光文社、1991年8月。ISBN 978-4334713720。）
- 『妖魔淫獄 〈１兇闘編〉（カッパ・ノベルス）』 1巻、光文社、1989年11月。ISBN 978-4334028459。
（『妖魔淫獄 〈１〉 兇闘編（光文社文庫）』 1巻、光文社、1994年1月。ISBN 978-4334718237。）
- 『妖魔淫獄 〈２鬼宝編〉（カッパ・ノベルス）』 1巻、光文社、1990年5月。ISBN 978-4334028732。
（『妖魔淫獄 〈２〉 鬼宝編（光文社文庫）』 1巻、光文社、1994年3月。ISBN 978-4334718466。）
- 『妖魔淫獄 〈３冥帝編〉（カッパ・ノベルス）』 1巻、光文社、1990年11月。ISBN 978-4334028992。
（『妖魔淫獄 〈３〉 冥帝編（光文社文庫）』 1巻、光文社、1994年5月。ISBN 978-4334718817。）
- 『妖魔淫獄 〈４呪王編〉（カッパ・ノベルス）』 1巻、光文社、1991年6月。ISBN 978-4334029302。
（『妖魔淫獄 〈４〉 呪王編（光文社文庫）』 1巻、光文社、1994年7月。ISBN 978-4334719029。）
- 『妖魔淫殿（カッパ・ノベルス）』 1巻、光文社、1993年6月。ISBN 978-4334070489。
（『妖魔淫殿（光文社文庫）』 1巻、光文社、1996年4月。ISBN 978-4334722166。）
- 『妖魔姫 〈１〉（カッパ・ノベルス）』 1巻、光文社、1994年7月。ISBN 978-4334071516。
（『妖魔姫 〈１〉（光文社文庫）』 1巻、光文社、1998年9月。ISBN 978-4334726805。）
- 『妖魔姫 〈２〉（カッパ・ノベルス）』 1巻、光文社、1994年11月。ISBN 978-4334071165。
（『妖魔姫 〈２〉（光文社文庫）』 1巻、光文社、1998年11月。ISBN 978-4334727109。）
- 『妖魔姫 〈３（完結編）〉（カッパ・ノベルス）』 1巻、光文社、1995年8月。ISBN 978-4334071516。
（『妖魔姫 〈３〉（光文社文庫）』 1巻、光文社、1999年2月。ISBN 978-4334727628。）
- 『妖魔王 〈媚獄編〉（カッパ・ノベルス）』 1巻、光文社、2000年5月。ISBN 978-4334073893。
- 『妖魔王 〈淫神編〉（カッパ・ノベルス）』 1巻、光文社、2001年1月。ISBN 978-4334074142。
（『妖魔王（光文社文庫）』 1巻、光文社、2004年4月。ISBN 978-4334736637。）（文庫化に際して『媚獄編』『淫神編』を合本化、タイトルを『妖魔王』に統一）
- 『妖魔城（カッパ・ノベルス）』 1巻、光文社、2001年7月。ISBN 978-4334074357。
- 『妖魔男爵 - 妖魔城２（カッパ・ノベルス）』 1巻、光文社、2002年3月。ISBN 978-4334074586。
（『妖魔男爵（光文社文庫）』 1巻、光文社、2005年4月。ISBN 978-4334738587。）（文庫化に際して『妖魔城』『 妖魔城２』を合本化、タイトルを『妖魔男爵』に変更）
- 『妖魔戦記（カッパ・ノベルス）』 1巻、光文社、2007年4月。ISBN 978-4334076535。
（『妖魔戦記（光文社文庫）』 1巻、光文社、2010年1月。ISBN 978-4334747138。）

### 魔王軍団
- 『魔王軍団 〈妖人編〉（フタバノベルス）』 1巻、双葉社、1986年8月。ISBN 978-4575001549。
（『魔王軍団 〈１〉 妖人編（双葉文庫）』 1巻、双葉社、1989年10月。ISBN 978-4575502398。）
（『魔王軍団 〈妖人篇〉（徳間文庫）』 1巻、徳間書店、1999年1月。ISBN 978-4198910280。）
- 『魔王軍団 〈２〉 妖布編（フタバノベルス）』 1巻、双葉社、1987年5月。ISBN 978-4575001839。
（『魔王軍団 〈２〉 妖布編（双葉文庫）』 1巻、双葉社、1990年6月。ISBN 978-4575502688。）
（『魔王軍団 〈２〉 妖布篇（徳間文庫）』 1巻、徳間書店、1999年3月。ISBN 978-4198910655。）
- 『魔王軍団 〈３〉 妖界編（フタバノベルス）』 1巻、双葉社、1987年10月。ISBN 978-4575002058。
（『魔王軍団 〈３〉 妖界編（双葉文庫）』 1巻、双葉社、1990年12月。ISBN 978-4575502923。）
（『魔王軍団 〈３（妖界篇）〉（徳間文庫）』 1巻、徳間書店、1999年5月。ISBN 978-4198910976。）
- 『妖鬼特捜官（フタバノベルス）』 1巻、双葉社、1988年7月。ISBN 978-4575002379。
（『妖鬼特捜官（双葉文庫）』 1巻、双葉社、1991年12月。ISBN 978-4575503432。）
（ 『邪戦記（エクセル・ノベルズ）』 1巻、日本出版社、2004年1月。ISBN 978-4890487578。）（『妖鬼特捜官』の改題）

### 妖戦地帯
萩生 真介はしがない学習塾の講師だが、実はMIT卒業の優秀な人物で研究によりテレポーテーションの能力を身に着けている。かつてテレポートの実験中に異界に渡り、そこで邪神を見てしまったため、それがトラウマとなって研究も中断。日本に戻り、うだつの上がらない塾講師で糊口をしのいでいる。
そんな真介のもとに、ある財閥社長の一人息子矢切 鞭馬（やぎり べんま）の個人授業が依頼される。実は鞭馬は、かつて真介が見た異界の邪神と人間の女性との間に産まれた半神であった。この世界への侵略を目論む邪神、邪神を召喚しようとする人間たち、それを阻止しようとする鞭馬（もっとも阻止する理由は、この世界に神は2柱も不要というものであるが）との争いが繰り広げられる。
安田達矢によって漫画化され、「臨時増刊小説現代 菊地秀行スペシャル新妖戦地帯」（1986年10月）に掲載されている。
（）内は文庫版。
- 『妖戦地帯（講談社ノベルス）』 1巻、講談社、1985年10月。ISBN 978-4061812147。
（『妖戦地帯 〈１〉 淫鬼篇（講談社文庫）』講談社、1988年8月。ISBN 978-4061840423。）
- 『妖戦地帯 〈２〉 淫囚篇（講談社ノベルス）』 1巻、講談社、1986年11月。ISBN 978-4061812734。
（『（講談社文庫）』講談社、1990年3月。ISBN 978-4061844971。）
- 『妖戦地帯〈３〉 淫闘篇（講談社ノベルス）』 1巻、講談社、1988年2月。ISBN 978-4061813366。
（『（講談社文庫）』講談社、1991年2月。ISBN 978-4061848504。）

### 転校生シリーズ
- 『魔人学園』 1巻、講談社、1988年11月。ISBN 978-4062042000。
（『魔人学園（講談社文庫）』 1巻、講談社、1992年6月。ISBN 978-4061851702。）
- 改題　 『魔人学園（エクセル・ノベルズ）』 1巻、日本出版社、2006年8月。ISBN 978-4890489541。
- 『魔闘学園（ジョイ・ノベルス）』 1巻、有楽出版社、1991年1月。ISBN 978-4408571546。
（『魔闘学園（講談社文庫）』 1巻、講談社、1994年6月。ISBN 978-4061856677。）
- 『魔校戦記（ノン・ノベル）』 1巻、祥伝社、1999年5月。ISBN 978-4396206635。

### 淫蕩師
- 『淫蕩師〈１　鬼華情炎篇〉（講談社ノベルス）』 1巻、講談社、1991年4月。ISBN 978-4061815513。
（『淫蕩師 〈鬼華情炎篇〉（講談社文庫）』 1巻、講談社、1994年8月。ISBN 978-4061857414。）
- 『淫蕩師 〈２〉 呪歌淫形篇（講談社ノベルス）』 1巻、講談社、1991年12月。ISBN 978-4061815841。
（『淫蕩師 〈呪歌淫形篇〉（講談社文庫）』 1巻、講談社、1994年12月。ISBN 978-4061858725。）
- 『仮面獣（フタバノベルス）』 1巻、双葉社、1990年12月。ISBN 978-4575003390。
（『仮面獣（双葉文庫）』 1巻、双葉社、1994年1月。ISBN 978-4575504507。）

### 指刺師シリーズ
- 『魔殺指鬼（ジョイ・ノベルス）』 1巻、実業之日本社、1997年8月。ISBN 978-4408503127。
（『魔殺指鬼（光文社文庫）』 1巻、光文社、2003年7月。ISBN 978-4334735234。）
- 『魔性淫指（ジョイ・ノベルス）』 1巻、実業之日本社、1998年9月。ISBN 978-4408503226。
（『魔性淫指（光文社文庫）』 1巻、光文社、2003年12月。ISBN 978-4334736040。）
- 『魔指淫戯（ジョイ・ノベルス）』 1巻、実業之日本社、1999年9月。ISBN 978-4408503509。
（『魔指淫戯（光文社文庫）』 1巻、光文社、2005年7月。ISBN 978-4334739089。）

### 妖人狩りシリーズ
- 『妖人狩り』 1巻、有楽出版社、1985年10月。ISBN 978-4408570426。
（『妖人狩り（ノン・ポシェット）』 1巻、祥伝社、1990年12月。ISBN 978-4396321970。）
- 改題　 『淫魔界（エクセル・ノベルズ）』 1巻、日本出版社、2005年8月。ISBN 978-4890487752。
- 『妖女狩り』 1巻、有楽出版社、1987年4月。ISBN 978-4408570815。
（『妖女狩り（光文社文庫）』 1巻、光文社、1991年5月。ISBN 978-4334713249。）
- 改題　 『邪姫伝（エクセル・ノベルズ）』 1巻、日本出版社、2006年1月。ISBN 978-4890487769。

### ブルーマン
- 『ブルー・マン - 神を食った男（講談社ノベルス）』 1巻、講談社、1993年1月。ISBN 978-4061816572。
（『ブルー・マン - 神を食った男（講談社文庫）』 1巻、講談社、1995年12月。ISBN 978-4062631198。）
- 『ブルー・マン 〈２〉 邪神聖宴（講談社ノベルス）』 1巻、講談社、1993年9月。ISBN 978-4061817067。
（『邪神聖宴 - ブルー・マン２（講談社文庫）』 1巻、講談社、1997年6月。ISBN 978-4062633062。）
- 『ブルー・マン 〈３〉 闇の旅人 上（講談社ノベルス）』 1巻、講談社、1994年5月。ISBN 978-4061817630。
（『闇の旅人 - ブルー・マン３（講談社文庫）』 1巻、講談社、1997年8月。ISBN 978-4062635721。）
- 『ブルー・マン 〈４〉 闇の旅人 下（講談社ノベルス）』 1巻、講談社、1996年5月。ISBN 978-4061817975。
（『魔神降臨 - ブルー・マン４（講談社文庫）』 1巻、講談社、1999年5月。ISBN 978-4062645232。）
- 『ブルー・マン 〈５〉 鬼花人（講談社ノベルス）』 1巻、講談社、1997年11月。ISBN 978-4061819955。
（『鬼花人 - ブルー・マン５（講談社文庫）』 1巻、講談社、2000年11月。ISBN 978-4062730228。）

### 魔人シリーズ
- 『魔人 〈第１部〉 - 眼醒め（カッパ・ノベルス）』 1巻、光文社、1998年8月。ISBN 978-4334073022。
（『魔人 〈第１部〉 眼醒め（ＴＯ文庫）』 1巻、ＴＯブックス、2013年9月。ISBN 978-4864721684。）
- 『魔人 〈第２部〉 - 怨霊（カッパ・ノベルス）』 1巻、光文社、1999年3月。ISBN 978-4334073329。
（『魔人 〈第２部〉 怨霊（ＴＯ文庫）』 1巻、ＴＯブックス、2013年10月。ISBN 978-4864721691。）
- 『魔人 〈第３部〉 - 妖夢（カッパ・ノベルス）』 1巻、光文社、1999年11月。ISBN 978-4334073619。
（『魔人 〈第３部〉 妖夢（ＴＯ文庫）』 1巻、ＴＯブックス、2013年11月。ISBN 978-4864721707。）

### コマンド・ポリス
- 『淫殺街 - コマンド・ポリス（カッパ・ノベルス）』 1巻、光文社、1987年1月。ISBN 978-4334026837。
（『（光文社文庫）』 1巻、光文社、1990年5月。ISBN 978-4334711368。）
- 『魔人街 - コマンド・ポリス（カッパ・ノベルス）』 1巻、光文社、1987年8月。ISBN 978-4334027209。
（『（光文社文庫）』 1巻、光文社、1990年8月。ISBN 978-4334711856。）

### 賞金荒しシリーズ
- 『賞金荒し（トクマ・ノベルズ）』 1巻、徳間書店、1990年2月。ISBN 978-4191541382。
（『賞金荒し（徳間文庫）』 1巻、徳間書店、1993年8月。ISBN 978-4195876763。）
- 『テキサス包囲網（トクマ・ノベルズ）』 1巻、徳間書店、1991年3月。ISBN 978-4191544833。
（『テキサス包囲網（徳間文庫）』 1巻、徳間書店、1996年8月。ISBN 978-4198905453。）

### 戦士シリーズ
犯罪都市と化した東京を舞台に不死身の揉め事処理屋〝死なずの醍醐〟の活躍を描く
- 暗黒街戦士
- 魔人戦士
- 狂戦士

### トラブル・シューター蘭馬
〝死なずの醍醐〟の甥・蘭馬が主人公のシリーズ
- 『聖杯魔団（ジョイ・ノベルス）』 1巻、実業之日本社、1994年5月。ISBN 978-4408502434。
（『聖杯魔団（光文社文庫）』 1巻、光文社、1998年7月。ISBN 978-4334726287。）
- 『八つ裂きジャック（ジョイ・ノベルス）』 1巻、実業之日本社、1995年5月。ISBN 978-4408502670。
（『八つ裂きジャック（祥伝社文庫）』 1巻、祥伝社、2001年3月。ISBN 978-4396328481。）
- 『紅蜘蛛男爵（ジョイ・ノベルス）』 1巻、実業之日本社、1996年6月。ISBN 978-4408502953。
（『紅蜘蛛男爵（光文社文庫)』 1巻、光文社、2002年12月。ISBN 978-4334734206。）

### 妖美獣ピエール
- 『妖美獣ピエール（天山ノベルス）』 1巻、天山出版、1992年6月。ISBN 978-4803335163。
- 『妖美獣ピエール（Scholar novels）』 1巻、スコラ、1993年6月。ISBN 978-4796201230。
（『妖美獣ピエール （光文社文庫）』 1巻、光文社、1996年1月。ISBN 978-4334721732。）
- 『外道記 （Scholar novels)』 1巻、スコラ、1994年8月。ISBN 978-4796201865。
（『外道記（光文社文庫）』 1巻、光文社、1999年5月。ISBN 978-4334728199。）
- 『餓鬼羅（Scholar novels）』 1巻、スコラ、1996年11月。ISBN 978-4796204125。

### 魔戦記
表紙、イラストは末弥純。
アレキサンダー大王の転生である角鹿荒人（つぬが・あらと、角が有る人の意）は住川重工社員。九州をアフリカ大陸に、本州をユーラシア大陸に見立てたアレキサンダー大王の新たなる東方遠征が始まる。主人公は住川重社長の草薙建造（書記官カリステネスの転生）と社長秘書の武田沙織（秘書官レゲネイアの転生）であり、草薙の視点で物語は進行する。
- 『魔戦記 〈第１部〉 バルバロイの覇王（カドカワノベルズ）』 1巻、角川書店、1985年11月。ISBN 978-4047788015。
（『魔戦記 〈第１部〉 バルバロイの覇王（角川文庫）』 1巻、角川書店、1988年11月。ISBN 978-4041664032。）
- 『魔戦記 〈第２部〉 バルバロイ妖戦（カドカワノベルズ）』 1巻、角川書店、1986年3月。ISBN 978-4047788022。
（『魔戦記 〈第２部〉 バルバロイの妖戦（角川文庫）』 1巻、角川書店、1989年4月。ISBN 978-4041664049。）
- 『魔戦記 〈第３部〉 バルバロイ転生（カドカワノベルズ）』 1巻、角川書店、1986年11月。ISBN 978-4047788039。
（『魔戦記 〈第３部〉 バルバロイ転生（角川文庫）』 1巻、角川書店、1990年3月。ISBN 978-4041664056。）
- 『魔戦記』 1巻、桜桃書房、1998年11月。ISBN 978-4756705624。（3冊の合本）

### 美凶神YIG
- 光文社カッパ・ノベルス（1996年、2巻で中断）：YIG、美凶神YIG2
- 光文社文庫（2001年、2巻で中断）：YIG1-美凶神-、YIG2-美凶神-
- 創土社クトゥルー・ミュトス・ファイルズ（2018年、完結版）：美凶神YIG上、美凶神YIG下

### リリスシリーズ
- 『蒼き影のリリス（C･novels）』 1巻、中央公論新社、1995年6月。ISBN 978-4125003542。
（『蒼き影のリリス（中公文庫）』 1巻、中央公論新社、1998年8月。ISBN 978-4122032187。）
- 『シビルの爪 〈１〉 - 蒼き影のリリス（C･novels）』 1巻、中央公論新社、1995年11月。ISBN 978-4125003818。
（『シビルの爪 〈１〉 - 蒼き影のリリス（中公文庫）』 1巻、中央公論新社、2000年12月。ISBN 978-4122037540。）
- 『シビルの爪 〈２〉 - 蒼き影のリリス（C･novels）』 1巻、中央公論新社、1996年5月。ISBN 978-4125004129。
（『シビルの爪 〈２〉 - 蒼き影のリリス（中公文庫）』 1巻、中央公論新社、2001年1月。ISBN 978-4122037670。）
- 『シビルの爪 〈３〉 - 蒼き影のリリス（C･novels）』 1巻、中央公論新社、1997年3月。ISBN 978-4125004297。
（『シビルの爪 〈３〉 - 蒼き影のリリス（中公文庫）』 1巻、中央公論新社、2001年2月。ISBN 978-4122037847。）
- 『ブルー・ソルジャー - 蒼き影のリリス（C･novels）』 1巻、中央公論新社、1998年9月。ISBN 978-4125005201。
- 『ブルー・ソルジャー 〈完結篇〉 - 蒼き影のリリス（C･novels）』 1巻、中央公論新社、2001年11月。ISBN 978-4125006161。
（『ブルー・ソルジャー - 蒼き影のリリス（中公文庫）』 1巻、中央公論新社、2004年5月。ISBN 978-4122043640。合本）

### 退魔針
- 『退魔針 〈針鬼篇〉 - 魔殺ノート（Scholar novels）』 1巻、スコラ、1997年6月。ISBN 978-4796204460。
- 『退魔針 〈魔虫篇〉 - 魔殺ノート（Scholar novels）』 1巻、スコラ、1998年7月。ISBN 978-4796205061。
- 『退魔針 〈邪神戦線〉（ノン・ノベル）』 1巻、祥伝社、2000年8月。ISBN 978-4396206956。（針鬼篇、魔虫篇を含む）
- 『退魔針 〈鬼獣戦線〉（ノン・ノベル）』 1巻、祥伝社、2004年2月。ISBN 978-4396207748。
- 『退魔針 〈紅虫魔殺行〉（ノン・ノベル）』 1巻、祥伝社、2008年2月。ISBN 978-4396208424。

### トンキチ冒険記
- 『“影人”狩り - トンキチ冒険記（ジョイ・ノベルス）』 1巻、実業之日本社、2000年9月。ISBN 978-4408503707。
（『“影人”狩り - トンキチ冒険記（光文社文庫）』 1巻、光文社、2004年7月。ISBN 978-4334737108。）
- 『ブルー・ランナー - トンキチ冒険記２（ジョイ・ノベルス）』 1巻、実業之日本社、2001年8月。ISBN 978-4408503837。
（『ブルー・ランナー - トンキチ冒険記２（光文社文庫）』 1巻、光文社、2004年12月。ISBN 978-4334737993。）

### ウェスタン武芸帳
表紙、イラストは山田章博。JETにより漫画化もされている。
フランスの協力を得て「明治維新」が来なかったパラレルワールドの世界。歴史の流れを正すために坂本龍馬は新大陸アメリカを目指した。幕府の命を受け、沖田総司は、龍馬を追って遥かなる大西部へと向かう。そこは吸血鬼やサイボーグが徘徊する異界であった。
- 『異西部の剣士（ソノラマ文庫）』 1巻、朝日ソノラマ、1986年3月。ISBN 978-4257763284。
- 『アリゾナ剣銃風（ソノラマ文庫）』 1巻、朝日ソノラマ、1987年3月。ISBN 978-4257763710。
- 『無法街決闘伝（ソノラマ文庫）』 1巻、朝日ソノラマ、1988年4月。ISBN 978-4257764144。

### からくり師蘭剣
- 『妖伝！からくり師蘭剣（カッパ・ノベルス）』 1巻、光文社、1991年9月。ISBN 978-4334029432。
（『妖伝！からくり師蘭剣（光文社文庫）』 1巻、光文社、1994年12月。ISBN 978-4334719777。）
- 『蘭剣からくり乱し（カッパ・ノベルス）』 1巻、光文社、1998年12月。ISBN 978-4334719777。
（『蘭剣からくり乱し（光文社文庫）』 1巻、光文社、2003年4月。ISBN 978-4334734749。）
- 『蘭剣からくり烈風（カッパ・ノベルス）』 1巻、光文社、2003年5月。ISBN 978-4334075156。
（『蘭剣からくり烈風（光文社文庫）』 1巻、光文社、2006年11月。ISBN 978-4334741532。）

### 魔剣士
- 『魔剣士 〈黒鬼反魂篇〉』 1巻、新潮社、2001年3月。ISBN 978-4104219025。
（『魔剣士 〈黒鬼反魂篇〉（新潮文庫）』 1巻、新潮社、2003年12月。ISBN 978-4101263335。）
- 『魔剣士 〈妖太閤篇〉』 1巻、新潮社、2001年3月。ISBN 978-4104219032。
（『魔剣士 〈妖太閤篇〉（新潮文庫）』 1巻、新潮社、2004年2月。ISBN 978-4101263328。）

### しびとの剣
- 『しびとの剣 〈戦国魔侠編〉 - 剣侠士シリーズ１（ノン・ノベル）』 1巻、祥伝社、1999年11月。ISBN 978-4396206758。
（『しびとの剣 〈戦国魔侠編〉（祥伝社文庫）』 1巻、祥伝社、2004年4月。ISBN 978-4396331580。）
- 『しびとの剣 〈魔王遭遇編〉 - 剣侠士シリーズ２（ノン・ノベル）』 1巻、祥伝社、2001年7月。ISBN 978-4396207182。
（『しびとの剣 〈魔王信長編〉（祥伝社文庫）』 1巻、祥伝社、2009年4月。ISBN 978-4396334970。）
- 『しびとの剣 〈竜虎幻暈編〉 - 剣侠士シリーズ３（ノン・ノベル）』 1巻、祥伝社、2004年4月。ISBN 978-4396207762。

### 幽剣抄
- 『幽剣抄』 1巻、角川書店、2001年11月。ISBN 978-4048733458。
（『幽剣抄（角川文庫）』 1巻、角川書店、2004年8月。ISBN 978-4041664216。）
- 『追跡者 - 幽剣抄』 1巻、角川書店、2002年5月。ISBN 978-4048733762。
（『追跡者 - 幽剣抄（角川文庫）』 1巻、角川書店、2004年11月。ISBN 978-4041664223。）
- 『腹切り同心 - 幽剣抄』 1巻、角川書店、2002年11月。ISBN 978-4048734271。
（『腹切り同心 - 幽剣抄（角川文庫）』 1巻、角川書店、2005年9月。ISBN 978-4041664230。）
- 『妻の背中の男 - 幽剣抄』 1巻、角川書店、2003年6月。ISBN 978-4048734769。
（『妻の背中の男 - 幽剣抄（角川文庫）』 1巻、角川書店、2006年7月。ISBN 978-4041664247。）

### 幽王伝
- 『幽王伝（ハルキ・ノベルス）』 1巻、角川春樹事務所、2004年4月。ISBN 978-4758420242。
（『幽王伝（ハルキ文庫）』 1巻、角川春樹事務所、2006年5月。ISBN 978-4758432320。）
- 『幽王伝 〈魔剣烈風篇〉（ハルキ・ノベルス）』 1巻、角川春樹事務所、2005年9月。ISBN 978-4758420488。
（『幽王伝 〈魔剣烈風篇〉（ハルキ文庫）』 1巻、角川春樹事務所、2007年5月。ISBN 978-4758432849。）
- 『幽王伝 〈陸奥剣鬼連合〉（ハルキ・ノベルス）』 1巻、角川春樹事務所、2008年1月。ISBN 978-4758420648。
（『幽王伝 〈陸奥剣鬼連合〉（ハルキ文庫）』 1巻、角川春樹事務所、2009年5月。ISBN 978-4758434089。）

### スペースオペラ
ソノラマノベルス。表紙、イラストは山田章博。
「ダークサイド・ブルース」と同様の「世界を掌握する超巨大企業とそれに対するレジスタンス、および謎の人物」という設定のスペース・オペラ。
超巨大企業エレクトラ・コーツは、会長である魔王ゼン・ダイゾーの下、宇宙を支配していた。
- 『虚空王 〈１〉（ソノラマノベルス）』 1巻、朝日ソノラマ、1990年9月。ISBN 978-4257010104。
- 『虚空王 〈２〉（ソノラマノベルス）』 1巻、朝日ソノラマ、1991年3月。ISBN 978-4257010227。

### ブレード・マン
（）内は文庫版。
- 『ブレード・マン（カッパ・ノベルス）』 1巻、光文社、1997年6月。ISBN 978-4334072452。
（『（光文社文庫）』光文社、2002年7月。ISBN 978-4334733506。

- 『ブレード・ウォー 1 復讐紫剣（カッパ・ノベルス）』 1巻、光文社、1997年6月。ISBN 978-4334072452。

### 邪史
（）内は文庫版。
- 『淫界伝（カッパ・ノベルス）』 1巻、光文社、1993年9月。ISBN 978-4334070601。
（『（光文社文庫）』 1巻、光文社、1996年7月。ISBN 978-4334722517。）
- 『淫邪鬼（カッパ・ノベルス）』 1巻、光文社、1995年2月。ISBN 978-4334071271。
（『（光文社文庫）』 1巻、光文社、1999年7月。ISBN 978-4334728465。）

### 魔海船
- 『魔海船 〈１〉 - 若きハヤトの旅（ノン・ノベル）』 1巻、祥伝社、2013年2月。ISBN 978-4396210045。
- 『魔海船 〈２〉 - 女戦士ジェリコ（ノン・ノベル）』 1巻、祥伝社、2013年5月。ISBN 978-4396210076。
- 『魔海船 〈３（完結編）〉 - 天上への道（ノン・ノベル）』 1巻、祥伝社、2013年9月。ISBN 978-4396210106。

### 宿場鬼
- 『宿場鬼（角川文庫）』 1巻、KADOKAWA、2016年12月。ISBN 978-4041045923。
- 『宿場鬼 - 妖剣乱舞（角川文庫）』 1巻、KADOKAWA、2017年11月。ISBN 978-4041045930。

### 隻眼流廻国奇譚
柳生十兵衛を主人公としたシリーズ。
『柳生刑部 秘剣行』は、柳生友矩を主人公とした独立した作品だったが、隻眼流廻国奇譚の刊行後に外伝として再刊された。
- 『血鬼の国』 1巻、創土社、2016年5月。ISBN 978-4798840024。
- 『人造剣鬼(隻眼流廻国奇譚)』 1巻、創土社、2017年2月。ISBN 978-4798840031。
- 『柳生刑部秘剣行(隻眼流廻国奇譚外伝)』 1巻、創土社、2017年6月。ISBN 978-4798840048。
『柳生刑部秘剣行』 1巻、集英社、1990年10月。ISBN 978-4087727616。
（『柳生刑部秘剣行（集英社文庫）』 1巻、集英社、1993年12月。ISBN 978-4087481051。）

### クトゥルー神話
- 妖神グルメ. (2012-12). ISBN 978-4798830025
- 邪神金融道. (2012-11). ISBN 978-4798830018
- 邪神艦隊. (2013-03). ISBN 978-4798830094
- 魔空零戦隊. (2014-11). ISBN 978-4798830209
- ヨグ＝ソトース戦車隊. (2014-06). ISBN 978-4798830155
- 戦艦大和-海魔砲撃. (2014-07). ISBN 978-4798830162
- 邪神決闘伝. (2015-02). ISBN 978-4798830230
- 邪神金融街. (2017-08). ISBN 978-4798830445

#### コミックス版
- 妖神グルメ1. 創土社. (2017-09). ISBN 978-4798860015
- 妖神グルメ2. 創土社. (2020-08). ISBN 978-4798860053

### その他長編

#### 1980年代
- 『インベーダー・サマー（ソノラマ文庫）』 1巻、朝日ソノラマ、1983年8月。ISBN 978-4257762430。
再刊 『インベーダー・サマー（ソノラマ文庫ネクスト）』 1巻、朝日ソノラマ、2000年4月。ISBN 978-4257173526。
- 『風の名はアムネジア（ソノラマ文庫）』 1巻、朝日ソノラマ、1983年10月。ISBN 978-4257762607。
- 『トワイライト・レディ（コバルト文庫）』 1巻、集英社、1987年5月。ISBN 978-4086110440。
（再録『黄昏人の王国』 1巻、東京書籍、2000年9月。ISBN 978-4487796144。）
- 『幻夢戦記レダ（講談社X文庫）』 1巻、講談社、1985年5月。ISBN 978-4061900295。
- 『切り裂き街のジャック（ハヤカワ文庫）』 1巻、早川書房、1985年8月。ISBN 978-4150302061。
- 『夢幻舞踏会（大和ノヴェルス）』 1巻、大和書房、1985年9月。ISBN 978-4479560029。
（『夢幻舞踏会（ノン・ポシェット）』 1巻、祥伝社、1988年7月。ISBN 978-4396320973。）
- 『夢幻境戦士エリア』 1巻、バンダイ、1985年12月。ISBN 978-4891893705。
- 『淫魔宴（角川文庫）』 1巻、角川書店、1986年8月。ISBN 978-4041664018。
（『淫魔宴（コスモノベルス）』 1巻、コスミックインターナショナル、1995年4月。ISBN 978-4885323768。）
- 『妖山鬼（トクマ・ノベルズ）』 1巻、徳間書店、1987年2月。ISBN 978-4191533974。
（『妖山鬼（徳間文庫）』 1巻、徳間書店、1991年6月。ISBN 978-4195893296。）
改題 『妖斬鬼（エクセル・ノベルズ）』 1巻、日本出版社、2004年9月。ISBN 978-4890487646。
- 『鬼獣伝（カドカワノベルズ）』 1巻、角川書店、1987年5月。ISBN 978-4047788060。
（『鬼獣伝（角川文庫）』 1巻、角川書店、1990年10月。ISBN 978-4041664063。）
『鬼獣伝（コスモノベルス）』 1巻、コスミックインターナショナル、1995年10月。ISBN 978-4885324017。
- 『マンハッタン聖魔伝（フタバノベルス）』 1巻、双葉社、1987年6月。ISBN 978-4575001891。
（『マンハッタン聖魔伝（双葉文庫）』 1巻、双葉社、1991年4月。ISBN 978-4575503081。）
（『マンハッタン聖魔伝（広済堂文庫）』 1巻、廣済堂出版、1999年5月。ISBN 978-4331607930。）
改題 『聖魔伝（エクセル・ノベルズ）』 1巻、日本出版社、2003年7月。ISBN 978-4890487547。
- 『硝煙街道（ガンスモーク・ロード）（光文社文庫）』 1巻、光文社、1987年8月。ISBN 978-4334706029。
- 『妖祭物語（ノン・ポシェット）』 1巻、祥伝社、1987年7月。ISBN 978-4396320539。
- 妖殺鬼行
『妖殺鬼行 〈上〉（ノン・ノベル）』 1巻、祥伝社、1987年9月。ISBN 978-4396202460。
（『妖殺鬼行 〈上〉（ノン・ポシェット）』 1巻、祥伝社、1991年10月。ISBN 978-4396322366。）
再刊 『妖殺鬼行 〈上（闇武道編）〉（エクセル・ノベルズ）』 1巻、日本出版社、2008年6月。ISBN 978-4890480043。
『妖殺鬼行 〈下〉（ノン・ノベル）』 1巻、祥伝社、1987年10月。ISBN 978-4396202507。
（『妖殺鬼行 〈下〉（ノン・ポシェット）』 1巻、祥伝社、1991年10月。ISBN 978-4396322373。）
再刊 『妖殺鬼行 〈下（野獣拳編）〉（エクセル・ノベルズ）』 1巻、日本出版社、2008年6月。ISBN 978-4890480050。
- 『古えホテル』 1巻、王国社、1988年4月。ISBN 978-4900456112。
ノベルス化 『古えホテル（天山ノベルス）』 1巻、大陸書房、1990年2月。ISBN 978-4803326161。
（『古えホテル（角川文庫）』 1巻、角川書店、1991年5月。ISBN 978-4041664070。）
- 『グッバイ万智子（Cobalt selection）』 1巻、集英社、1988年11月。ISBN 978-4086090049。
（『グッバイ万智子（集英社スーパーファンタジー文庫）』 1巻、集英社、1991年11月。ISBN 978-4086130332。）
- 『キラーネーム（講談社ノベルス）』 1巻、講談社、1988年11月。ISBN 978-4061813939。
（『キラーネーム（講談社文庫）』 1巻、講談社、1992年1月。ISBN 978-4062053587。）
改題 『闇殺獣（エクセル・ノベルズ）』 1巻、日本出版社、2005年1月。ISBN 978-4890487677。
- 『血闘士（カッパ・ノベルス）』 1巻、光文社、1989年1月。ISBN 978-4334027988。
（『血闘士（光文社文庫）』 1巻、光文社、1992年2月。ISBN 978-4334714673。）
- 『影歩む港』 1巻、徳間書店、1989年2月。ISBN 978-4191238886。
（『影歩む港（徳間文庫）』 1巻、徳間書店、1995年2月。ISBN 978-4198902643。）
- 『外谷さん無礼帳（ソノラマ文庫）』 1巻、朝日ソノラマ、1989年5月。ISBN 978-4257764717。
- 『聖魔拳士（フタバノベルス）』 1巻、双葉社、1989年9月。ISBN 978-4575002928。
（『聖魔拳士（双葉文庫）』 1巻、双葉社、1992年10月。ISBN 978-4575503876。）
改題 『拳獣伝（エクセル・ノベルズ）』 1巻、日本出版社、2007年6月。ISBN 978-4890489602。

#### 1990年代
- 『淫魔夫人（天山ノベルス）』 1巻、大陸書房、1990年5月。ISBN 978-4803322736。
（『淫魔夫人（光文社文庫）』 1巻、光文社、1993年3月。ISBN 978-4334716653。）
- 『朱の顎（トクマ・ノベルズ）』 1巻、徳間書店、1990年11月。ISBN 978-4191543911。
（『朱の顎（徳間文庫）』 1巻、徳間書店、1995年9月。ISBN 978-4198903763。）
- 『インフェルノ・ロード（講談社ノベルス）』 1巻、講談社、1992年3月。ISBN 978-4061816091。
（『インフェルノ・ロード（講談社文庫）』 1巻、講談社、1996年8月。ISBN 978-4062633642。）
- 『魔殺士 〈妖花譚〉（カドカワノベルズ）』 1巻、角川書店、1992年8月。ISBN 978-4047788213。
- 妖獣界紅蓮児
『妖獣界紅蓮児 〈１〉（カッパ・ノベルス）』 1巻、光文社、1993年5月。ISBN 978-4334070434。
（『妖獣界紅蓮児 〈１〉（光文社文庫）』 1巻、光文社、1997年5月。ISBN 978-4334723972。）
『妖獣界紅蓮児 〈２〉（カッパ・ノベルス）』 1巻、光文社、1994年2月。ISBN 978-4334070816。
（『妖獣界紅蓮児 〈２〉（光文社文庫）』 1巻、光文社、1997年7月。ISBN 978-4334724337。）
- 『ＡＧＩＴＯ（Jump J books）』 1巻、集英社、1993年7月。ISBN 978-4087030105。
- 『眠り男（ツェザーレ）の伝説（トクマ・ノベルズ）』 1巻、徳間書店、1993年10月。ISBN 978-4198500054。
（『眠り男の伝説（徳間デュアル文庫）』 1巻、徳間書店、2000年10月。ISBN 978-4199050152。）
- 『マリオネットの譚詩（バラード）（ソノラマ文庫）』 1巻、朝日ソノラマ、1994年9月。ISBN 978-4257766933。
- 『邪王記』 1巻、双葉社、1995年5月。ISBN 978-4575232189。
ノベルス化 『邪王記（フタバノベルス）』 1巻、双葉社、1998年1月。ISBN 978-4575006094。
（『邪王記（双葉文庫）』 1巻、双葉社、2003年1月。ISBN 978-4575508680。）
- 魔王星 白夜サーガ
『魔王星（ノン・ノベル）』 1巻、祥伝社、1995年10月。ISBN 978-4396205324。
（『魔王星 〈上〉（祥伝社文庫）』 1巻、祥伝社、2000年7月。ISBN 978-4396327781。）
『魔王星 〈完結編〉（ノン・ノベル）』 1巻、祥伝社、1996年4月。ISBN 978-4396205539。
（『魔王星 〈下〉 （祥伝社文庫）』 1巻、祥伝社、2000年8月。ISBN 978-4396327880。）
- 『妖戦記 - 魔界都市１９９９[注 1]（幻冬舎ノベルス）』 1巻、幻冬舎、1996年3月。ISBN 978-4877289003。
（『妖戦記 - 魔界都市１９９９（幻冬舎文庫）』 1巻、幻冬舎、1999年6月。ISBN 978-4877287399。）
- 『ジェノサイド・ボーイズ（フタバノベルス）』 1巻、双葉社、1997年8月。ISBN 978-4575005981。
（『ジェノサイド・ボーイズ（双葉文庫）』 1巻、双葉社、2000年6月。ISBN 978-4575507287。）
- 『闇の訪問者 - ＢＭ（幻冬舎ノベルス）』 1巻、幻冬舎、1997年12月。ISBN 978-4877289195。
（『ブラックメン（幻冬舎文庫）』 1巻、幻冬舎、2000年10月。ISBN 978-4344400238。）
- 鬼仮面
『鬼仮面（ノン・ノベル）』 1巻、祥伝社、1998年1月。ISBN 978-4396206154。
『鬼仮面 〈完結編〉（ノン・ノベル）』 1巻、祥伝社、1998年7月。ISBN 978-4396206338。
- 『癒しびとの伝説 〈１〉（ソノラマ文庫ネクスト）』 1巻、朝日ソノラマ、1998年11月。ISBN 978-4257173328。
- 『銀月譜（フタバノベルス）』 1巻、双葉社、1998年11月。ISBN 978-4575006414。
- 『霊人ジョニー（フタバノベルス）』 1巻、双葉社、1999年11月。ISBN 978-4575006698。
（『霊人ジョニー（双葉文庫）』 1巻、双葉社、2003年8月。ISBN 978-4575508956。）

#### 2000年代
- 『四季舞い（祥伝社文庫）』 1巻、祥伝社、2000年10月。ISBN 978-4396328078。
- 『拳獣団（ソノラマ文庫）』 1巻、朝日ソノラマ、2001年7月。ISBN 978-4257769385。
- 『殺人遁走曲（フーガ）（フタバノベルス）』 1巻、双葉社、2001年10月。ISBN 978-4575007015。
- 『ブルー・レスキュー - 妖美魔空間脱出劇』 1巻、メディアファクトリー、2002年2月。ISBN 978-4840105217。
- 『風来鬼（文芸ポストnovels）』 1巻、小学館、2003年1月。ISBN 978-4093796163。
（『風来鬼（小学館文庫）』 1巻、小学館、2006年3月。ISBN 978-4094080711。）
- 『逢魔が源内』 1巻、角川書店、2004年7月。ISBN 978-4048735452。
（『逢魔が源内（角川文庫）』 1巻、角川書店、2008年1月。ISBN 978-4041664254。）
- 『銀座魔界高校 - 魔界都市異伝[注 1]（フタバノベルス）』 1巻、双葉社、2004年11月。ISBN 978-4575007381。
（『銀座魔界高校 - 魔界都市異伝（双葉文庫）』 1巻、双葉社、2007年12月。ISBN 978-4575511727。）
- 『明治ドラキュラ伝〈１〉妖魔、帝都に現る（YA!ENTERTAINMENT）』 1巻、講談社、2004年12月。ISBN 978-4062126786。
- 『トレジャー・キャッスル（Mystery land）』 1巻、講談社、2009年3月。ISBN 978-4062705851。
（『トレジャー・キャッスル（講談社ノベルス）』 1巻、講談社、2012年5月。ISBN 978-4061828308。）
- 『ミーくんの番長日記（朝日ノベルズ）』 1巻、朝日新聞出版、2009年6月。ISBN 978-4022739162。
- 『幕末屍軍団（講談社ノベルス）』 1巻、講談社、2010年4月。ISBN 978-4061827158。

#### 2010年代
- 『イラストレイテッド・ブルース（カドカワ・エンタテインメント）』 1巻、角川書店、2010年12月。ISBN 978-4047882072。
- 『真田十忍抄』 1巻、実業之日本社、2013年11月。ISBN 978-4408536316。
（『真田十忍抄（実業之日本社文庫）』 1巻、実業之日本社、2015年7月。ISBN 978-4408552446。）
- 『野獣王の劍 - 柳生一刀流（光文社時代小説文庫）』 1巻、光文社、2018年2月。ISBN 978-4334775964。

### 絵本
- ニャンコ、戦争へ （画：平松尚樹、小学館、2005年10月 ISBN 978-4093797368）
- 城の少年 （画：Naffy、マイクロマガジン社、2020年12月 ISBN 978-4867161005）

### 短編集
- ラブ・クライム
- とれんでぃー・らぶ
- 東京鬼壇
- 幽幻街
- ニードリッパー
- さいはての家

### アンソロジー収録作
「」内が菊地秀行の作品
- 異形コレクション ラヴ・フリーク（廣済堂文庫、1998年1月）「貢ぎもの」
- 異形コレクション 侵略!（廣済堂文庫、1998年2月）「雨の町」※2006年に映画化
- 血の12幻想（エニックス、2000年5月　のち講談社文庫、2002年4月）「早船の死」
- 甘美で痛いキス 吸血鬼コンピレーション（二見書房、2021年2月）「岬のセイレーン」

### 小説以外の著作
- 魔界シネマ館
  - 【改題】菊地秀行の魔界シネマ館（ソノラマ文庫、1994年6月）
- ザ・古武道 12人の武神たち
- 世界・わが心の旅 トランシルヴァニア・吸血鬼幻想
  - 【改題】吸血鬼幻想-ドラキュラ王国へ（中公文庫、2000年5月）
- 貸本怪談まんが傑作選（編、全2巻）

### 漫画原作
- しびとの剣 （作画：加倉井ミサイル）
- 新 しびとの剣（作画：しろー大野）
- 黙示録戦士 （作画：細馬信一）
- 魔界都市ハンター （作画：細馬信一）
- 魔界都市ハンター異伝 魔聖杯 （作画：細馬信一）
- 魔界学園 （作画：細馬信一）
- 邪神戦線リストラ・ボーイ （作画：細馬信一）
- 魔人刑事 （作画：平野仁）
- ダークサイド・ブルース （作画：あしべゆうほ）
- 魔殺ノート 退魔針 （作画：斎藤岬）
- 魔殺ノート 退魔針 魔針胎動編 （作画：斎藤岬）
- 退魔針 紅虫魔殺行 （作画：シン・ヨンカン）
- ブルー・レスキュー （作画：高山裕樹）
- RAPPA-乱波（作画：佐々倉コウ）

『ブルー・レスキュー』は作画を担当した高山裕樹の体調不良により連載中断、そのまま打ち切りとなったものの、後に出版された小説版で内容は補完されている。

### 翻訳
- ロビン・ヤング「オリンピック村の誘惑」（廣済堂出版、1979年3月）水田冬樹彦名義
- マルコ・ヴァッシー「女医の部屋」（廣済堂出版、1979年5月）水田冬樹彦名義
- アルバート・リハイ「課外授業」（廣済堂出版、1979年7月）水田冬樹彦名義
- ジーン・ブレント「舌戯」（壱番館書房、1979年10月）三枝藤夫名義
- アーノルド・フェダーブッシュ「凍結都市」（廣済堂出版、1979年12月）
- デヴィッド・ワルチンスキー「ザ・ワルチンブック」（集英社、1980年7月）共訳
- ボブ・ショウ「メデューサの子ら」（サンリオSF文庫、1981年7月）
- ブライアン・M・ステイブルフォード「宇宙飛行士グレンジャーの冒険」シリーズ4-6（サンリオSF文庫）
  - 「パラダイス・ゲーム」（1982年2月）
  - 「フェンリス・デストロイヤー」（1982年3月）
  - 「スワン・ソング」（1982年5月）
- ブラム・ストーカー「吸血鬼ドラキュラ」（講談社 痛快世界の冒険文学16、1999年 / 講談社文庫、2004年） - 児童向け翻案作品。単行本のイラストは天野喜孝
  - ブラム・ストーカー「菊地秀行の吸血鬼ドラキュラ」（講談社 シリーズ・冒険、2002年） - 上記再編集版

### 解説
- 小野不由美「魔性の子」(新潮文庫、1991年9月)